# Jörg Hoff
Jörg Hoff (* 23. Januar 1940 in Kassel) ist ein Generalapotheker außer Dienst des Heeres der Bundeswehr. Zuletzt war er von 1997 bis 2000 Inspizient Wehrpharmazie der Bundeswehr.

## Leben
Beförderungen
- 1968 Stabsapotheker
- 1969/70 Oberstabsapotheker
- 1973 Oberfeldapotheker
- 1991 Oberstapotheker
- 1997 Generalapotheker

Hoff absolvierte das Abitur 1960 und durchlief von 1960 bis 1962 ein Apothekenpraktikum in Kassel. von 1962 bis 1965 studierte er Pharmazie an der Philipps-Universität Marburg und war von 1965 bis 1968 Apotheker in Melsungen. Anfang 1968 trat, zunächst als Grundwehrdienst leistender Sanitätsoffizier im Dienstgrad eines Stabsapothekers bei der Sanitätsakademie der Bundeswehr in München in die Bundeswehr ein und war von Februar 1968 bis 1969 beim Sanitätsbataillon 7 in Hamm als Sanitätsoffizier Apotheker eingesetzt. Von 1969 bis 1971 war er Chef der Sanitätsausbildungseinheit im Chirurgischen Lazarett 472 in Hamm, von 1971 bis 1972 Dezernent im Sanitätsamt der Bundeswehr in Bonn, wo er für die Erarbeitung von Materialgrundlagen für die Ausstattung der Zentralen Sanitätsdienststellen zuständig war, von 1972 bis 1976 Adjutant des Inspekteurs des Sanitäts- und Gesundheitswesens, Hans-Georg Stemann, im Bundesministerium der Verteidigung in Bonn und von 1976 bis 1980 Divisionsapotheker der 2. Jägerdivision in Kassel. Am 6. Februar 1080 promovierte er zum Doktor der Naturwissenschaften mit einer Dissertation mit dem Titel „Zur Geschichte des Militärsanitätswesens in Hessen-Kassel vom Beginn des stehenden Heeres unter Landgraf Karl (1670 – 1730) bis zum Übergang Kurhessens an Preußen im Jahre 1866“ beim Pharmaziehistoriker Rudolf Schmitz in Marburg. Von 1980 bis 1983 war er Territorialkommandoapotheker im Territorialkommando Nord in Mönchengladbach, von 1983 bis 1985 Fachlehrer Sanitätsmaterial an der Sanitätsakademie der Bundeswehr in München, von 1985 bis 1986 Chef des Akademiestabes der Sanitätsakademie der Bundeswehr in München, von 1986 bis 1990 Referent  für personelle Grundsatzfragen und Personalführer für die Sanitätsoffiziere Apotheker im Referat V 6 in der Abteilung Personal des Bundesministeriums der Verteidigung in Bonn und von 1990 bis 1997 Referatsleiter II 6 (Entwicklung und Beschaffung des Sanitätsmaterials der Bundeswehr und die materielle Ausstattung der Sanitätsdienststellen) in der Inspektion des Sanitäts- und Gesundheitswesens im Bundesministerium der Verteidigung in Bonn. 1996 nahm er am Seminar Sicherheitspolitik an der Bundesakademie für Sicherheitspolitik teil.
In seiner letzten Verwendung war Hoff ab Oktober 1997 Inspizient Wehrpharmazie der Bundeswehr im Sanitätsamt der Bundeswehr in Bonn und zugleich Vorsitzender der Kommission für Pharmazie der International Committee of Military Medicine. Mit Ablauf des März 2000 wurde er in den Ruhestand versetzt.
Hoff ist evangelisch, verheiratet und hat eine Tochter. Er lebt in Gallneukirchen bei Linz.

## Auszeichnungen
- Verdienstkreuz am Bande des Verdienstordens der Bundesrepublik Deutschland (1999)
- Ehrenkreuz der Bundeswehr in Gold